# Władimir Stasow

Ilja Riepin: Portret Władimira Stasowa

Władimir Stasow (ros. Влади́мир Васи́льевич Ста́сов) (ur. 2 stycznia?/14 stycznia 1824 w Petersburgu, zm. 10 października?/23 października 1906 tamże) – rosyjski krytyk sztuk plastycznych i muzyki, publicysta, historyk sztuki.
Był synem architekta Wasilija Stasowa i bratem adwokata Dimitrija Stasowa (1828-1918).
W roku 1836 rozpoczął studia w Cesarskiej Uczelni Prawniczej. W okresie studiów zainteresował się muzyką, ale uważając, że brak mu talentu kompozytorskiego, zajął się krytyką muzyczną.
Po ukończeniu studiów w roku 1843 Stasow rozpoczął pracę jako prawnik w różnych departamentach Senatu.
W roku 1847 opublikował pierwsze artykuły krytyczne w „Otieczestwiennych Zapiskach” i został stałym współpracownikiem działu literatury zagranicznej tego pisma. Pomogła mu w tym biegła znajomość sześciu języków.
Publikował też artykuły krytyczne o muzyce, malarstwie, rzeźbie i architekturze.
W roku 1848 w związku z uczestnictwem w Kole Pietraszewskiego został uwięziony w twierdzy Pietropawłowskiej. W roku 1851 został sekretarzem uralskiego przemysłowca, miłośnika sztuki Anatolija Diemidowa i wyjechał za granicę. Z polecenia Diemidowa został bibliotekarzem w jego willi San Donato we Florencji. We Włoszech spotykał się z przebywającymi tam artystami rosyjskimi: architektem Aleksandrem Briułłowem, rzeźbiarzem Siergiejem Iwanowem i malarzem Iwanem Ajwazowskim.
W maju 1854 Stasow powrócił do Petersburga. Przyczynił się do powstania grupy kompozytorów, znanych pod nazwą „Potężna Gromadka” oraz grupy malarzy, członków „Towarzystwa Przenośnych Wystaw Artystycznych” zwanych Pieriedwiżnikami.
W latach 1856–1872 Stasow pracował w bibliotece publicznej, zajmując stałe miejsce w dziale artystycznym. Zorganizował kilka wystaw rękopisów staroruskich. W roku 1872 został zatrudniony na etacie bibliotekarza i do końca życia kierował działem artystycznym.
Był krytykiem wymagającym i bezkompromisowym. Zerwał długoletnią przyjaźń z kompozytorem Aleksandrem Sierowem wskutek sporu o opery Michaiła Glinki.
W roku 1900 został wybrany członkiem honorowym Rosyjskiej Akademii Nauk.